# Smoke on the Water
Smoke on the Water è un brano musicale del gruppo hard rock britannico Deep Purple pubblicato nel 1972 all'interno dell'album Machine Head e, come singolo, nel 1972.

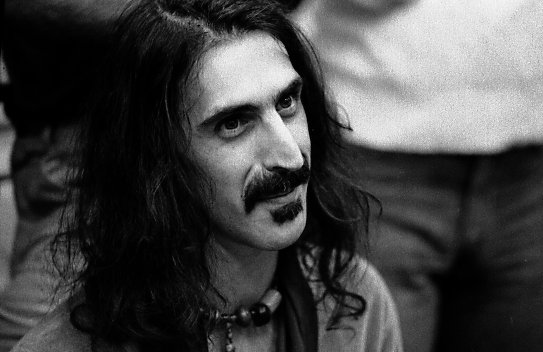
Frank Zappa, chitarrista e "protagonista" del testo del pezzo

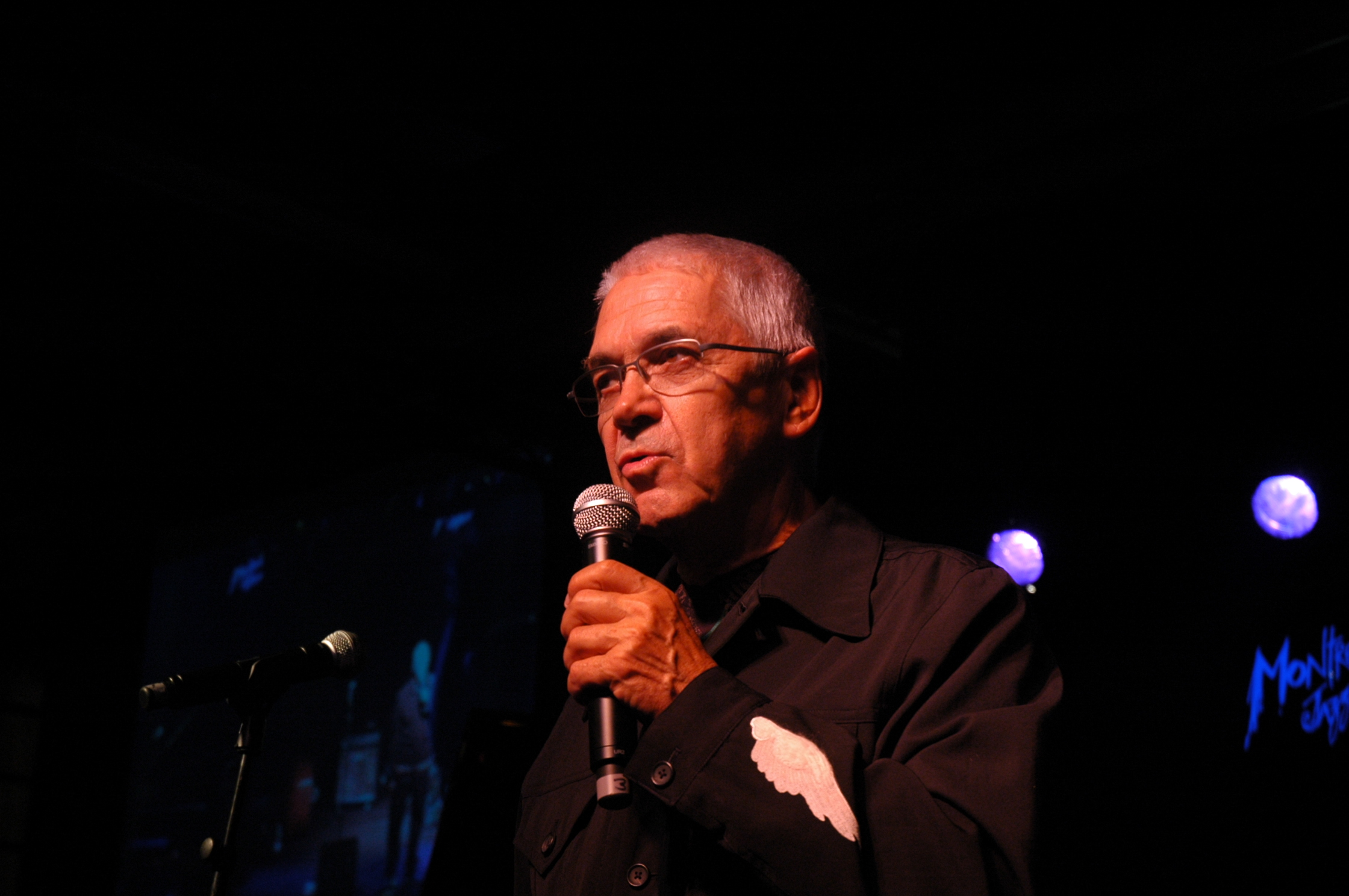
Claude Nobs, il "Funky Claude" menzionato nella canzone

## Descrizione
Venne incluso nell'album Machine Head, uscito nel 1972 e pubblicato come singolo l'anno successivo in quanto il gruppo non si aspettava che la canzone si sarebbe rivelata un successo.
Nel 1973 venne pubblicato un singolo Made In Japan con una versione registrata dal vivo in Giappone e contenuta anche nell'album omonimo.

## Tracce
Edizione USA
Lato A
1. Smoke on the Water – 3:47 (Ritchie Blackmore, Ian Gillan, Roger Glover, Jon Lord, Ian Paice)

Lato B
1. Smoke on the Water (versione dal vivo) – 4:34 (Ritchie Blackmore, Ian Gillan, Roger Glover, Jon Lord, Ian Paice)

Made In Japan
Lato A
1. Smoke on the Water – 7:27 (Ritchie Blackmore, Ian Gillan, Roger Glover, Jon Lord, Ian Paice)

Lato B
1. Highway Star – 6:45 (Ritchie Blackmore, Ian Gillan, Roger Glover, Jon Lord, Ian Paice)

EP (1977)
Lato A
1. Smoke on the Water – 7:27 (Ritchie Blackmore, Ian Gillan, Roger Glover, Jon Lord, Ian Paice)

Lato B
1. Woman From Tokyo (Ritchie Blackmore, Ian Gillan, Roger Glover, Jon Lord, Ian Paice)
2. Child in Time (Ritchie Blackmore, Ian Gillan, Roger Glover, Jon Lord, Ian Paice)

## Accoglienza
Il singolo raggiunse il 2º posto in Canada, il 4º posto nella Billboard Hot 100 negli Stati Uniti nell'estate del 1973.

## Il testo
Il brano racconta un episodio realmente accaduto a Montreux nel 1971, quando verso la fine di un concerto di Frank Zappa and the Mothers of Invention uno spettatore sparò un razzo segnaletico che incendiò il Casinò.
Il titolo Smoke on the Water (letteralmente fumo sull'acqua, accreditato al bassista Roger Glover, che narra di come ebbe l'idea quando si risvegliò dopo aver fatto un sogno qualche giorno dopo l'accaduto) si riferisce al fumo che si spandeva sopra il lago Lemano dal casinò in fiamme mentre i membri dei Deep Purple guardavano l'incendio dal loro hotel. Il nome "funky Claude" si riferisce a Claude Nobs, il direttore del Montreux Jazz Festival, che aiutò alcune persone a fuggire dall'incendio.
To make records with a mobile - We didn't have much time
Frank Zappa & the Mothers were at the best place around
But some stupid with a flare gun burned the place to the ground
Smoke on the water, fire in the sky»
a incidere dischi con uno studio mobile - avevamo poco tempo
Frank Zappa & the Mothers avevano preso il locale migliore
ma qualche stupido con una pistola lanciarazzi ridusse quel posto in cenere
Fumo sull'acqua, fuoco nel cielo»

## Curiosità
Vi é un riferimento alla canzone nella serie TV Better Call Saul, sul finire della prima stagione e in svariati momenti delle stagioni successive, Saul Goodman è solito canticchiarla o strimpellarla.

## Cover
- Nel 1989 fu realizzata una cover della canzone contenuta in un album per ottenere fondi per il terremoto che ci fu in Armenia in quel periodo (l'album era denominato appunto The Earthquake Album). In questa versione figurano alcuni musicisti della scena rock e metal riuniti sotto il nome di Rock Aid Armenia come Bryan Adams, Ritchie Blackmore, Bruce Dickinson, Keith Emerson, Ian Gillan, David Gilmour, John Paul Jones, Tony Iommi, Alex Lifeson, Jon Lord, Brian May, Izzy Stradlin, Adrian Smith, Paul Rodgers, Chris Squire e Roger Taylor.
- Nella canzone Ten pierwszy ras (Majteczki i kropeczki) dei Bayer Full, si sente la melodia della canzone rock, assieme alla melodia di Toccata e fuga in Re minore.
- Il gruppo heavy metal tedesco Metalium ha incluso una cover del brano nell'album Millennium Metal - Chapter One (1999).
- Una cover del brano è inserita in Re-Machined: A Tribute to Deep Purple's Machine Head (2012), album tributo per il 40º anniversario dell'album Machine Head.
- Il gruppo ska italiano Ska People ha suonato una cover del brano nel 2014.